# Catedral de Pistoya
La Catedral de Pistoya o Catedral de San Zenón es un edificio religioso situado en la ciudad toscana de Pistoya, Italia. Está dedicado a San Zenón, si bien inicialmente llevó el nombre de San Martino.
Fue construida en el siglo X d. C. en estilo románico, posiblemente sobre una iglesia anterior. La primera referencia de ella es del año 923. En 1108 fue dañada por un incendio, siendo reconstruida poco después. En 1202 sufrió otro incendio y a finales del siglo XIII las naves laterales fueron cubiertas con bóvedas. En 1336 un terremoto causó más daños. La fachada fue renovada entre 1379 y 1449 con la adición de galerías de arcos y columnas, y se pidió a Andrea della Robbia que contribuyera con esculturas. Entre 1598-1614 se derribó el coro medieval, se modificaron las capillas interiores y se sustituyó el ábside original por una tribuna barroca coronada por una cúpula, mientras que las paredes se decoraron con pinturas.
Con el tiempo ha sufrido varias modificaciones y volvió a sus formas primitivas mediante una restauración que tuvo lugar entre 1952 y 1966 y finalizó en 1999. En diciembre de 1965 el Papa Pablo VI la elevó a la dignidad de basílica menor.

## Descripción

### Exterior
Probablemente construida en el siglo X, tiene una fachada de estilo románico, inspirada en otras iglesias de Pistoia (San Bartolomeo y San Jacopo). 
El campanario de la catedral de Pistoia es un elemento destacado del conjunto y forma parte de una serie de campanarios con terrazas en la cima definidas como logias, que también incluyen la torre de la iglesia de San Nicola en Pisa.

### Interior
El interior tiene una nave y dos naves laterales, con presbiterio y cripta. Una restauración en 1952-1999 devolvió la iglesia a sus líneas originales.
El pavimento del presbiterio es elevado, albergando debajo la cripta, mientras que la nave y las naves laterales, separadas por columnas, cuentan con bóvedas y cubiertas de cerchas de madera respectivamente. La nave derecha estuvo ocupada por la Capilla de Santiago (San Jacopo), construida por el obispo Atto a mediados del siglo XII para albergar las reliquias de Santiago traídas desde Santiago de Compostela. El altar de plata del santo se puede ver hoy en la Capilla del Crucifijo.
El interior tiene tres naves, presbiterio y cripta, y entre las obras de arte que alberga se encuentran piezas de Lorenzo di Credi, Giovan Battista Paggi, Antonio Rossellino, Giglio Pisano, Nofri di Buto, Piero Braccini, Filippo Brunelleschi, Coppo di Marcovaldo. , Agostino di Giovanni, Andrea del Verrocchio, Cristofano Allori, Benedetto Veli, Benedetto da Maiano, Maso di Bartolomeo, Gherardo Gherardi, Nicola Pisano y Giorgio Vasari, entre otros.